# Плей-оф Кубка Стенлі 1989

Плей-оф Кубка Стенлі 1989 — стартував після регулярного чемпіонату 5 квітня та фінішував 25 травня 1989.

## Учасники плей-оф

### Конференція Принца Уельського

#### Дивізіон Адамса
1. Монреаль Канадієнс, чемпіон дивізіону Адамса, Конференції Принца Уельського – 115 очок
2. Бостон Брюїнс – 88 очок
3. Баффало Сейбрс – 83 очка
4. Гартфорд Вейлерс – 79 очок

#### Дивізіон Патрик
1. Вашингтон Кепіталс, чемпіон дивізіону Патрика – 92 очка
2. Піттсбург Пінгвінс – 87 очок
3. Нью-Йорк Рейнджерс – 82 очка
4. Філадельфія Флайєрс – 80 очок

### Конференція Кларенса Кемпбела

#### Дивізіон Норріса
1. Детройт Ред Вінгз, чемпіон дивізіону Норріса – 80 очок
2. Сент-Луїс Блюз – 78 очок
3. Міннесота Норт-Старс – 70 очок
4. Чикаго Блекгокс – 66 очок

#### Дивізіон Смайт
1. Калгарі Флеймс, чемпіон дивізіону Смайт, Конференції Кларенса Кемпбела, Кубок Президента – 117 очок
2. Лос-Анджелес Кінгс – 91 очко
3. Едмонтон Ойлерс – 84 очка
4. Ванкувер Канакс – 74 очка

## Плей-оф
|  | 1/8 фіналу | 1/8 фіналу                            | 1/8 фіналу  |   |           | Чвертьфінали | Чвертьфінали | Чвертьфінали |                    |                    | Півфінали           | Півфінали           | Півфінали           |  |  | Фінал Кубка Стенлі | Фінал Кубка Стенлі | Фінал Кубка Стенлі |
|  |            |                                       |             |   |           |              |              |              |                    |                    |                     |                     |                     |  |  |                    |                    |                    |
|  | 1          | Монреаль                              | 4           |   |           | A1           | Монреаль     | 4            |                    |                    |                     |                     |                     |  |  |                    |                    |                    |
|  | 8          | Гартфорд                              | 0           |   |           | A2           | Бостон       | 1            |                    |                    |                     |                     |                     |  |  |                    |                    |                    |
|  |            |                                       |             |   |           |              |              |              |                    |                    |                     |                     |                     |  |  |                    |                    |                    |
|  | 2          | Бостон                                | 4           |   |           |              |              |              | Східна конференція | Східна конференція | Східна конференція  | Східна конференція  | Східна конференція  |  |  |                    |                    |                    |
|  | 2          | Бостон                                | 4           |   |           |              |              |              | Східна конференція | Східна конференція | Східна конференція  | Східна конференція  | Східна конференція  |  |  |                    |                    |                    |
|  | 7          | Баффало                               | 1           |   |           |              |              |              |                    |                    |                     |                     |                     |  |  |                    |                    |                    |
|  | 7          | Баффало                               | 1           |   |           |              |              |              |                    | A1                 | Монреаль            | 4                   |                     |  |  |                    |                    |                    |
|  |            |                                       |             |   |           |              |              |              |                    | A1                 | Монреаль            | 4                   |                     |  |  |                    |                    |                    |
|  |            | P4                                    | Філадельфія | 2 |           |              |              |              |                    |                    |                     |                     |                     |  |  |                    |                    |                    |
|  | 3          | P4                                    | Філадельфія | 2 | Вашингтон | 2            |              |              |                    |                    |                     |                     |                     |  |  |                    |                    |                    |
|  | 3          |                                       |             |   | Вашингтон | 2            |              |              |                    |                    |                     |                     |                     |  |  |                    |                    |                    |
|  | 6          | Філадельфія                           | 4           |   |           |              |              |              |                    |                    |                     |                     |                     |  |  |                    |                    |                    |
|  | 6          | Філадельфія                           | 4           |   |           |              |              |              |                    |                    |                     |                     |                     |  |  |                    |                    |                    |
|  |            |                                       |             |   |           |              |              |              |                    |                    |                     |                     |                     |  |  |                    |                    |                    |
|  |            |                                       |             |   |           |              |              |              |                    |                    |                     |                     |                     |  |  |                    |                    |                    |
|  | 4          | Піттсбург                             | 4           |   | P4        | Філадельфія  | 4            |              |                    |                    |                     |                     |                     |  |  |                    |                    |                    |
|  | 4          | Піттсбург                             | 4           |   | P4        | Філадельфія  | 4            |              |                    |                    |                     |                     |                     |  |  |                    |                    |                    |
|  | 5          | Н-Й Рейнджерс                         | 0           |   |           | P2           | Піттсбург    | 3            |                    |                    |                     |                     |                     |  |  |                    |                    |                    |
|  | 5          | Н-Й Рейнджерс                         | 0           |   |           |              |              |              |                    | A1                 | Монреаль            | 2                   |                     |  |  |                    |                    |                    |
|  |            | (Пари пересіяні після першого раунду) |             |   |           |              |              |              |                    | A1                 | Монреаль            | 2                   |                     |  |  |                    |                    |                    |
|  |            | S1                                    | Калгарі     | 4 |           |              |              |              |                    |                    |                     |                     |                     |  |  |                    |                    |                    |
|  | 1          | S1                                    | Калгарі     | 4 | Детройт   | 2            |              |              | N4                 | Чикаго             | 4                   |                     |                     |  |  |                    |                    |                    |
|  | 1          |                                       |             |   | Детройт   | 2            |              |              | N4                 | Чикаго             | 4                   |                     |                     |  |  |                    |                    |                    |
|  | 8          | Чикаго                                | 4           |   |           | N2           | Сент-Луїс    | 1            |                    |                    |                     |                     |                     |  |  |                    |                    |                    |
|  | 8          | Чикаго                                | 4           |   |           | N2           | Сент-Луїс    | 1            |                    |                    |                     |                     |                     |  |  |                    |                    |                    |
|  |            |                                       |             |   |           |              |              |              |                    |                    |                     |                     |                     |  |  |                    |                    |                    |
|  | 2          | Сент-Луїс                             | 4           |   |           |              |              |              |                    |                    |                     |                     |                     |  |  |                    |                    |                    |
|  | 2          | Сент-Луїс                             | 4           |   |           |              |              |              |                    |                    |                     |                     |                     |  |  |                    |                    |                    |
|  | 7          | Міннесота                             | 1           |   |           |              |              |              |                    |                    |                     |                     |                     |  |  |                    |                    |                    |
|  | 7          | Міннесота                             | 1           |   |           |              |              |              | N4                 | Чикаго             | 1                   |                     |                     |  |  |                    |                    |                    |
|  |            |                                       |             |   |           |              |              |              | N4                 | Чикаго             | 1                   |                     |                     |  |  |                    |                    |                    |
|  |            | S1                                    | Калгарі     | 4 |           |              |              |              |                    |                    |                     |                     |                     |  |  |                    |                    |                    |
|  | 3          | S1                                    | Калгарі     | 4 | Калгарі   | 4            |              |              |                    |                    |                     |                     |                     |  |  |                    |                    |                    |
|  | 3          |                                       |             |   | Калгарі   | 4            |              |              |                    |                    |                     |                     |                     |  |  |                    |                    |                    |
|  | 6          | Ванкувер                              | 3           |   |           |              |              |              |                    |                    | Західна конференція | Західна конференція | Західна конференція |  |  |                    |                    |                    |
|  | 6          | Ванкувер                              | 3           |   |           |              |              |              |                    |                    | Західна конференція | Західна конференція | Західна конференція |  |  |                    |                    |                    |
|  |            |                                       |             |   |           |              |              |              |                    |                    |                     |                     |                     |  |  |                    |                    |                    |
|  | 4          | Лос-Анджелес                          | 4           |   | S1        | Калгарі      | 4            |              |                    |                    |                     |                     |                     |  |  |                    |                    |                    |
|  | 4          | Лос-Анджелес                          | 4           |   | S1        | Калгарі      | 4            |              |                    |                    |                     |                     |                     |  |  |                    |                    |                    |
|  | 5          | Едмонтон                              | 3           |   |           | S2           | Лос-Анджелес | 0            |                    |                    |                     |                     |                     |  |  |                    |                    |                    |

### 1/8 фіналу
Конференція Принца Уельського
| Монреаль Канадієнс та Гартфорд Вейлерс | Монреаль Канадієнс та Гартфорд Вейлерс | Монреаль Канадієнс та Гартфорд Вейлерс | Монреаль Канадієнс та Гартфорд Вейлерс | Монреаль Канадієнс та Гартфорд Вейлерс | Монреаль Канадієнс та Гартфорд Вейлерс | Монреаль Канадієнс та Гартфорд Вейлерс |
| Дата                                   | Господарі                              | Господарі                              | Гості                                  | Гості                                  | Примітки                               |                                        |
| -------------------------------------- | -------------------------------------- | -------------------------------------- | -------------------------------------- | -------------------------------------- | -------------------------------------- | -------------------------------------- |
| 5 квітня                               | Гартфорд                               | 2                                      | 6                                      | Монреаль                               |                                        |                                        |
| 6 квітня                               | Гартфорд                               | 2                                      | 3                                      | Монреаль                               |                                        |                                        |
| 8 квітня                               | Монреаль                               | 5                                      | 4                                      | Гартфорд                               | OT                                     |                                        |
| 9 квітня                               | Монреаль                               | 4                                      | 3                                      | Гартфорд                               | OT                                     |                                        |
| Монреаль виграв серію 4:0.             |                                        |                                        |                                        |                                        |                                        |                                        |

| Бостон Брюїнс та Баффало Сейбрс | Бостон Брюїнс та Баффало Сейбрс | Бостон Брюїнс та Баффало Сейбрс | Бостон Брюїнс та Баффало Сейбрс | Бостон Брюїнс та Баффало Сейбрс | Бостон Брюїнс та Баффало Сейбрс | Бостон Брюїнс та Баффало Сейбрс |
| Дата                            | Господарі                       | Господарі                       | Гості                           | Гості                           | Примітки                        |                                 |
| ------------------------------- | ------------------------------- | ------------------------------- | ------------------------------- | ------------------------------- | ------------------------------- | ------------------------------- |
| 5 квітня                        | Баффало                         | 6                               | 0                               | Бостон                          |                                 |                                 |
| 6 квітня                        | Баффало                         | 3                               | 5                               | Бостон                          |                                 |                                 |
| 8 квітня                        | Бостон                          | 4                               | 2                               | Баффало                         |                                 |                                 |
| 9 квітня                        | Бостон                          | 3                               | 2                               | Баффало                         |                                 |                                 |
| 11 квітня                       | Баффало                         | 1                               | 4                               | Бостон                          |                                 |                                 |
| Бостон виграв серію 4:1.        |                                 |                                 |                                 |                                 |                                 |                                 |

| Вашингтон Кепіталс та Філадельфія Флайєрс | Вашингтон Кепіталс та Філадельфія Флайєрс | Вашингтон Кепіталс та Філадельфія Флайєрс | Вашингтон Кепіталс та Філадельфія Флайєрс | Вашингтон Кепіталс та Філадельфія Флайєрс | Вашингтон Кепіталс та Філадельфія Флайєрс | Вашингтон Кепіталс та Філадельфія Флайєрс |
| Дата                                      | Господарі                                 | Господарі                                 | Гості                                     | Гості                                     | Примітки                                  |                                           |
| ----------------------------------------- | ----------------------------------------- | ----------------------------------------- | ----------------------------------------- | ----------------------------------------- | ----------------------------------------- | ----------------------------------------- |
| 5 квітня                                  | Філадельфія                               | 2                                         | 3                                         | Вашингтон                                 |                                           |                                           |
| 6 квітня                                  | Філадельфія                               | 3                                         | 2                                         | Вашингтон                                 |                                           |                                           |
| 8 квітня                                  | Вашингтон                                 | 4                                         | 3                                         | Філадельфія                               | OT                                        |                                           |
| 9 квітня                                  | Вашингтон                                 | 2                                         | 5                                         | Філадельфія                               |                                           |                                           |
| 11 квітня                                 | Філадельфія                               | 8                                         | 5                                         | Вашингтон                                 |                                           |                                           |
| 13 квітня                                 | Вашингтон                                 | 3                                         | 4                                         | Філадельфія                               |                                           |                                           |
| Філадельфія виграла серію 4:2.            |                                           |                                           |                                           |                                           |                                           |                                           |

| Піттсбург Пінгвінс та Нью-Йорк Рейнджерс | Піттсбург Пінгвінс та Нью-Йорк Рейнджерс | Піттсбург Пінгвінс та Нью-Йорк Рейнджерс | Піттсбург Пінгвінс та Нью-Йорк Рейнджерс | Піттсбург Пінгвінс та Нью-Йорк Рейнджерс | Піттсбург Пінгвінс та Нью-Йорк Рейнджерс | Піттсбург Пінгвінс та Нью-Йорк Рейнджерс |
| Дата                                     | Господарі                                | Господарі                                | Гості                                    | Гості                                    | Примітки                                 |                                          |
| ---------------------------------------- | ---------------------------------------- | ---------------------------------------- | ---------------------------------------- | ---------------------------------------- | ---------------------------------------- | ---------------------------------------- |
| 5 квітня                                 | Н-Й Рейнджерс                            | 1                                        | 3                                        | Піттсбург                                |                                          |                                          |
| 6 квітня                                 | Н-Й Рейнджерс                            | 4                                        | 7                                        | Піттсбург                                |                                          |                                          |
| 8 квітня                                 | Піттсбург                                | 5                                        | 3                                        | Н-Й Рейнджерс                            |                                          |                                          |
| 9 квітня                                 | Піттсбург                                | 4                                        | 3                                        | Н-Й Рейнджерс                            |                                          |                                          |
| Піттсбург виграв серію 4:0.              |                                          |                                          |                                          |                                          |                                          |                                          |

Конференція Кларенса Кемпбела
| Детройт Ред-Вінгс та Чикаго Блекгокс | Детройт Ред-Вінгс та Чикаго Блекгокс | Детройт Ред-Вінгс та Чикаго Блекгокс | Детройт Ред-Вінгс та Чикаго Блекгокс | Детройт Ред-Вінгс та Чикаго Блекгокс | Детройт Ред-Вінгс та Чикаго Блекгокс | Детройт Ред-Вінгс та Чикаго Блекгокс |
| Дата                                 | Господарі                            | Господарі                            | Гості                                | Гості                                | Примітки                             |                                      |
| ------------------------------------ | ------------------------------------ | ------------------------------------ | ------------------------------------ | ------------------------------------ | ------------------------------------ | ------------------------------------ |
| 5 квітня                             | Чикаго                               | 2                                    | 3                                    | Детройт                              |                                      |                                      |
| 6 квітня                             | Чикаго                               | 5                                    | 4                                    | Детройт                              | OT                                   |                                      |
| 8 квітня                             | Детройт                              | 2                                    | 4                                    | Чикаго                               |                                      |                                      |
| 9 квітня                             | Детройт                              | 2                                    | 3                                    | Чикаго                               |                                      |                                      |
| 11 квітня                            | Чикаго                               | 4                                    | 6                                    | Детройт                              |                                      |                                      |
| 13 квітня                            | Детройт                              | 1                                    | 7                                    | Чикаго                               |                                      |                                      |
| Чикаго виграв серію 4:2.             |                                      |                                      |                                      |                                      |                                      |                                      |

| Сент-Луїс Блюз та Міннесота Норз-Старс | Сент-Луїс Блюз та Міннесота Норз-Старс | Сент-Луїс Блюз та Міннесота Норз-Старс | Сент-Луїс Блюз та Міннесота Норз-Старс | Сент-Луїс Блюз та Міннесота Норз-Старс | Сент-Луїс Блюз та Міннесота Норз-Старс | Сент-Луїс Блюз та Міннесота Норз-Старс |
| Дата                                   | Господарі                              | Господарі                              | Гості                                  | Гості                                  | Примітки                               |                                        |
| -------------------------------------- | -------------------------------------- | -------------------------------------- | -------------------------------------- | -------------------------------------- | -------------------------------------- | -------------------------------------- |
| 5 квітня                               | Міннесота                              | 3                                      | 4                                      | Сент-Луїс                              | OT                                     |                                        |
| 6 квітня                               | Міннесота                              | 3                                      | 4                                      | Сент-Луїс                              | OT                                     |                                        |
| 8 квітня                               | Сент-Луїс                              | 5                                      | 3                                      | Міннесота                              |                                        |                                        |
| 9 квітня                               | Сент-Луїс                              | 4                                      | 5                                      | Міннесота                              |                                        |                                        |
| 11 квітня                              | Міннесота                              | 1                                      | 6                                      | Сент-Луїс                              |                                        |                                        |
| Сент-Луїс виграв серію 4:1.            |                                        |                                        |                                        |                                        |                                        |                                        |

| Калгарі Флеймс та Ванкувер Канакс | Калгарі Флеймс та Ванкувер Канакс | Калгарі Флеймс та Ванкувер Канакс | Калгарі Флеймс та Ванкувер Канакс | Калгарі Флеймс та Ванкувер Канакс | Калгарі Флеймс та Ванкувер Канакс | Калгарі Флеймс та Ванкувер Канакс |
| Дата                              | Господарі                         | Господарі                         | Гості                             | Гості                             | Примітки                          |                                   |
| --------------------------------- | --------------------------------- | --------------------------------- | --------------------------------- | --------------------------------- | --------------------------------- | --------------------------------- |
| 5 квітня                          | Ванкувер                          | 4                                 | 3                                 | Калгарі                           | OT                                |                                   |
| 6 квітня                          | Ванкувер                          | 2                                 | 5                                 | Калгарі                           |                                   |                                   |
| 8 квітня                          | Калгарі                           | 4                                 | 0                                 | Ванкувер                          |                                   |                                   |
| 9 квітня                          | Калгарі                           | 3                                 | 5                                 | Ванкувер                          |                                   |                                   |
| 11 квітня                         | Ванкувер                          | 0                                 | 4                                 | Калгарі                           |                                   |                                   |
| 13 квітня                         | Калгарі                           | 3                                 | 6                                 | Ванкувер                          |                                   |                                   |
| 15 квітня                         | Ванкувер                          | 3                                 | 4                                 | Калгарі                           | OT                                |                                   |
| Калгарі виграв серію 4:3.         |                                   |                                   |                                   |                                   |                                   |                                   |

| Лос-Анджелес Кінгс та Едмонтон Ойлерс | Лос-Анджелес Кінгс та Едмонтон Ойлерс | Лос-Анджелес Кінгс та Едмонтон Ойлерс | Лос-Анджелес Кінгс та Едмонтон Ойлерс | Лос-Анджелес Кінгс та Едмонтон Ойлерс | Лос-Анджелес Кінгс та Едмонтон Ойлерс | Лос-Анджелес Кінгс та Едмонтон Ойлерс |
| Дата                                  | Господарі                             | Господарі                             | Гості                                 | Гості                                 | Примітки                              |                                       |
| ------------------------------------- | ------------------------------------- | ------------------------------------- | ------------------------------------- | ------------------------------------- | ------------------------------------- | ------------------------------------- |
| 4 квітня                              | Едмонтон                              | 4                                     | 3                                     | Лос-Анджелес                          |                                       |                                       |
| 6 квітня                              | Едмонтон                              | 2                                     | 5                                     | Лос-Анджелес                          |                                       |                                       |
| 8 квітня                              | Лос-Анджелес                          | 0                                     | 4                                     | Едмонтон                              |                                       |                                       |
| 10 квітня                             | Лос-Анджелес                          | 3                                     | 4                                     | Едмонтон                              |                                       |                                       |
| 12 квітня                             | Едмонтон                              | 2                                     | 4                                     | Лос-Анджелес                          |                                       |                                       |
| 14 квітня                             | Лос-Анджелес                          | 4                                     | 1                                     | Едмонтон                              |                                       |                                       |
| 16 квітня                             | Едмонтон                              | 3                                     | 6                                     | Лос-Анджелес                          |                                       |                                       |
| Лос-Анджелес виграв серію 4:3.        |                                       |                                       |                                       |                                       |                                       |                                       |

### Чвертьфінали
Конференція Принца Уельського
| Монреаль Канадієнс та Бостон Брюїнс | Монреаль Канадієнс та Бостон Брюїнс | Монреаль Канадієнс та Бостон Брюїнс | Монреаль Канадієнс та Бостон Брюїнс | Монреаль Канадієнс та Бостон Брюїнс | Монреаль Канадієнс та Бостон Брюїнс | Монреаль Канадієнс та Бостон Брюїнс |
| Дата                                | Господарі                           | Господарі                           | Гості                               | Гості                               | Примітки                            |                                     |
| ----------------------------------- | ----------------------------------- | ----------------------------------- | ----------------------------------- | ----------------------------------- | ----------------------------------- | ----------------------------------- |
| 17 квітня                           | Бостон                              | 2                                   | 3                                   | Монреаль                            |                                     |                                     |
| 19 квітня                           | Бостон                              | 2                                   | 3                                   | Монреаль                            | OT                                  |                                     |
| 21 квітня                           | Монреаль                            | 5                                   | 4                                   | Бостон                              |                                     |                                     |
| 23 квітня                           | Монреаль                            | 2                                   | 3                                   | Бостон                              |                                     |                                     |
| 25 квітня                           | Бостон                              | 2                                   | 3                                   | Монреаль                            |                                     |                                     |
| Монреаль виграв серію 4:1.          |                                     |                                     |                                     |                                     |                                     |                                     |

| Піттсбург Пінгвінс та Філадельфія Флайєрс | Піттсбург Пінгвінс та Філадельфія Флайєрс | Піттсбург Пінгвінс та Філадельфія Флайєрс | Піттсбург Пінгвінс та Філадельфія Флайєрс | Піттсбург Пінгвінс та Філадельфія Флайєрс | Піттсбург Пінгвінс та Філадельфія Флайєрс | Піттсбург Пінгвінс та Філадельфія Флайєрс |
| Дата                                      | Господарі                                 | Господарі                                 | Гості                                     | Гості                                     | Примітки                                  |                                           |
| ----------------------------------------- | ----------------------------------------- | ----------------------------------------- | ----------------------------------------- | ----------------------------------------- | ----------------------------------------- | ----------------------------------------- |
| 17 квітня                                 | Філадельфія                               | 3                                         | 4                                         | Піттсбург                                 |                                           |                                           |
| 19 квітня                                 | Філадельфія                               | 4                                         | 2                                         | Піттсбург                                 |                                           |                                           |
| 21 квітня                                 | Піттсбург                                 | 4                                         | 3                                         | Філадельфія                               | OT                                        |                                           |
| 23 квітня                                 | Піттсбург                                 | 1                                         | 4                                         | Філадельфія                               |                                           |                                           |
| 25 квітня                                 | Філадельфія                               | 7                                         | 10                                        | Піттсбург                                 |                                           |                                           |
| 27 квітня                                 | Піттсбург                                 | 2                                         | 6                                         | Філадельфія                               |                                           |                                           |
| 29 квітня                                 | Філадельфія                               | 4                                         | 1                                         | Піттсбург                                 |                                           |                                           |
| Філадельфія виграла серію 4:3.            |                                           |                                           |                                           |                                           |                                           |                                           |

Конференція Кларенса Кемпбела
| Чикаго Блекгокс та Сент-Луїс Блюз | Чикаго Блекгокс та Сент-Луїс Блюз | Чикаго Блекгокс та Сент-Луїс Блюз | Чикаго Блекгокс та Сент-Луїс Блюз | Чикаго Блекгокс та Сент-Луїс Блюз | Чикаго Блекгокс та Сент-Луїс Блюз | Чикаго Блекгокс та Сент-Луїс Блюз |
| Дата                              | Господарі                         | Господарі                         | Гості                             | Гості                             | Примітки                          |                                   |
| --------------------------------- | --------------------------------- | --------------------------------- | --------------------------------- | --------------------------------- | --------------------------------- | --------------------------------- |
| 18 квітня                         | Чикаго                            | 3                                 | 1                                 | Сент-Луїс                         |                                   |                                   |
| 20 квітня                         | Чикаго                            | 4                                 | 5                                 | Сент-Луїс                         | OT                                |                                   |
| 22 квітня                         | Сент-Луїс                         | 2                                 | 5                                 | Чикаго                            |                                   |                                   |
| 24 квітня                         | Сент-Луїс                         | 2                                 | 3                                 | Чикаго                            |                                   |                                   |
| 26 квітня                         | Чикаго                            | 4                                 | 2                                 | Сент-Луїс                         |                                   |                                   |
| Чикаго виграв серію 4:1.          |                                   |                                   |                                   |                                   |                                   |                                   |

| Калгарі Флеймс та Лос-Анджелес Кінгс | Калгарі Флеймс та Лос-Анджелес Кінгс | Калгарі Флеймс та Лос-Анджелес Кінгс | Калгарі Флеймс та Лос-Анджелес Кінгс | Калгарі Флеймс та Лос-Анджелес Кінгс | Калгарі Флеймс та Лос-Анджелес Кінгс | Калгарі Флеймс та Лос-Анджелес Кінгс |
| Дата                                 | Господарі                            | Господарі                            | Гості                                | Гості                                | Примітки                             |                                      |
| ------------------------------------ | ------------------------------------ | ------------------------------------ | ------------------------------------ | ------------------------------------ | ------------------------------------ | ------------------------------------ |
| 18 квітня                            | Лос-Анджелес                         | 3                                    | 4                                    | Калгарі                              | OT                                   |                                      |
| 20 квітня                            | Лос-Анджелес                         | 3                                    | 8                                    | Калгарі                              |                                      |                                      |
| 22 квітня                            | Калгарі                              | 5                                    | 2                                    | Лос-Анджелес                         |                                      |                                      |
| 24 квітня                            | Калгарі                              | 5                                    | 3                                    | Лос-Анджелес                         | OT                                   |                                      |
| Калгарі виграв серію 4:0.            |                                      |                                      |                                      |                                      |                                      |                                      |

### Півфінали
| Конференція Принца Уельського             | Конференція Принца Уельського             | Конференція Принца Уельського             | Конференція Принца Уельського             | Конференція Принца Уельського             | Конференція Принца Уельського             | Конференція Принца Уельського             |
| Монреаль Канадієнс та Філадельфія Флайєрс | Монреаль Канадієнс та Філадельфія Флайєрс | Монреаль Канадієнс та Філадельфія Флайєрс | Монреаль Канадієнс та Філадельфія Флайєрс | Монреаль Канадієнс та Філадельфія Флайєрс | Монреаль Канадієнс та Філадельфія Флайєрс | Монреаль Канадієнс та Філадельфія Флайєрс |
| Дата                                      | Господарі                                 | Господарі                                 | Гості                                     | Гості                                     | Примітки                                  |                                           |
| ----------------------------------------- | ----------------------------------------- | ----------------------------------------- | ----------------------------------------- | ----------------------------------------- | ----------------------------------------- | ----------------------------------------- |
| 1 травня                                  | Філадельфія                               | 3                                         | 1                                         | Монреаль                                  |                                           |                                           |
| 3 травня                                  | Філадельфія                               | 0                                         | 3                                         | Монреаль                                  |                                           |                                           |
| 5 травня                                  | Монреаль                                  | 5                                         | 1                                         | Філадельфія                               |                                           |                                           |
| 7 травня                                  | Монреаль                                  | 3                                         | 0                                         | Філадельфія                               |                                           |                                           |
| 9 травня                                  | Філадельфія                               | 2                                         | 1                                         | Монреаль                                  |                                           |                                           |
| 11 травня                                 | Монреаль                                  | 4                                         | 2                                         | Філадельфія                               |                                           |                                           |
| Монреаль виграв серію 4:2.                |                                           |                                           |                                           |                                           |                                           |                                           |

| Конференція Кларенса Кемпбела     | Конференція Кларенса Кемпбела     | Конференція Кларенса Кемпбела     | Конференція Кларенса Кемпбела     | Конференція Кларенса Кемпбела     | Конференція Кларенса Кемпбела     | Конференція Кларенса Кемпбела     |
| Калгарі Флеймс та Чикаго Блекгокс | Калгарі Флеймс та Чикаго Блекгокс | Калгарі Флеймс та Чикаго Блекгокс | Калгарі Флеймс та Чикаго Блекгокс | Калгарі Флеймс та Чикаго Блекгокс | Калгарі Флеймс та Чикаго Блекгокс | Калгарі Флеймс та Чикаго Блекгокс |
| Дата                              | Господарі                         | Господарі                         | Гості                             | Гості                             | Примітки                          |                                   |
| --------------------------------- | --------------------------------- | --------------------------------- | --------------------------------- | --------------------------------- | --------------------------------- | --------------------------------- |
| 2 травня                          | Чикаго                            | 0                                 | 3                                 | Калгарі                           |                                   |                                   |
| 4 травня                          | Чикаго                            | 4                                 | 2                                 | Калгарі                           |                                   |                                   |
| 6 травня                          | Калгарі                           | 5                                 | 2                                 | Чикаго                            |                                   |                                   |
| 8 травня                          | Калгарі                           | 2                                 | 1                                 | Чикаго                            |                                   |                                   |
| 10 травня                         | Чикаго                            | 1                                 | 3                                 | Калгарі                           |                                   |                                   |
| Калгарі виграв серію 4:1.         |                                   |                                   |                                   |                                   |                                   |                                   |

### Фінал Кубка Стенлі
| Калгарі Флеймс та Монреаль Канадієнс | Калгарі Флеймс та Монреаль Канадієнс | Калгарі Флеймс та Монреаль Канадієнс | Калгарі Флеймс та Монреаль Канадієнс | Калгарі Флеймс та Монреаль Канадієнс | Калгарі Флеймс та Монреаль Канадієнс | Калгарі Флеймс та Монреаль Канадієнс |
| Дата                                 | Господарі                            | Господарі                            | Гості                                | Гості                                | Примітки                             |                                      |
| ------------------------------------ | ------------------------------------ | ------------------------------------ | ------------------------------------ | ------------------------------------ | ------------------------------------ | ------------------------------------ |
| 14 травня                            | Монреаль                             | 2                                    | 3                                    | Калгарі                              |                                      |                                      |
| 17 травня                            | Монреаль                             | 4                                    | 2                                    | Калгарі                              |                                      |                                      |
| 19 травня                            | Калгарі                              | 3                                    | 4                                    | Монреаль                             | 2OT                                  |                                      |
| 21 травня                            | Калгарі                              | 4                                    | 2                                    | Монреаль                             |                                      |                                      |
| 23 травня                            | Монреаль                             | 2                                    | 3                                    | Калгарі                              |                                      |                                      |
| 25 травня                            | Калгарі                              | 4                                    | 2                                    | Монреаль                             |                                      |                                      |
| Калгарі виграв серію 4:2.            |                                      |                                      |                                      |                                      |                                      |                                      |

## Статистика

### Найкращі бомбардири плей-оф
| Гравець      | Команда             | І  | Г  | П  | О  | +/- | ШХ |
| ------------ | ------------------- | -- | -- | -- | -- | --- | -- |
| Ел Мак-Інніс | Калгарі Флеймс      | 22 | 7  | 24 | 31 | +6  | 46 |
| Тім Керр     | Філадельфія Флайєрс | 19 | 14 | 11 | 25 | +1  | 27 |
| Джо Маллен   | Калгарі Флеймс      | 21 | 16 | 8  | 24 | +8  | 4  |
| Браян Пропп  | Філадельфія Флайєрс | 18 | 14 | 9  | 24 | +8  | 14 |
| Дуг Гілмор   | Калгарі Флеймс      | 22 | 11 | 11 | 22 | +12 | 20 |
| Вейн Грецкі  | Лос-Анджелес Кінгс  | 11 | 5  | 17 | 22 | -4  | 0  |
| Маріо Лем'є  | Піттсбург Пінгвінс  | 11 | 12 | 7  | 19 | -1  | 16 |
| Боббі Сміт   | Монреаль Канадієнс  | 21 | 11 | 8  | 19 | +1  | 46 |
| Дені Савар   | Чикаго Блекгокс     | 16 | 8  | 11 | 19 | +8  | 10 |
| Джоел Отто   | Калгарі Флеймс      | 22 | 6  | 13 | 19 | +2  | 46 |
| Кріс Челіос  | Монреаль Канадієнс  | 21 | 4  | 15 | 19 | +2  | 28 |